# Friedrich-Georg Eberhardt
Pour les articles homonymes, voir Eberhardt.

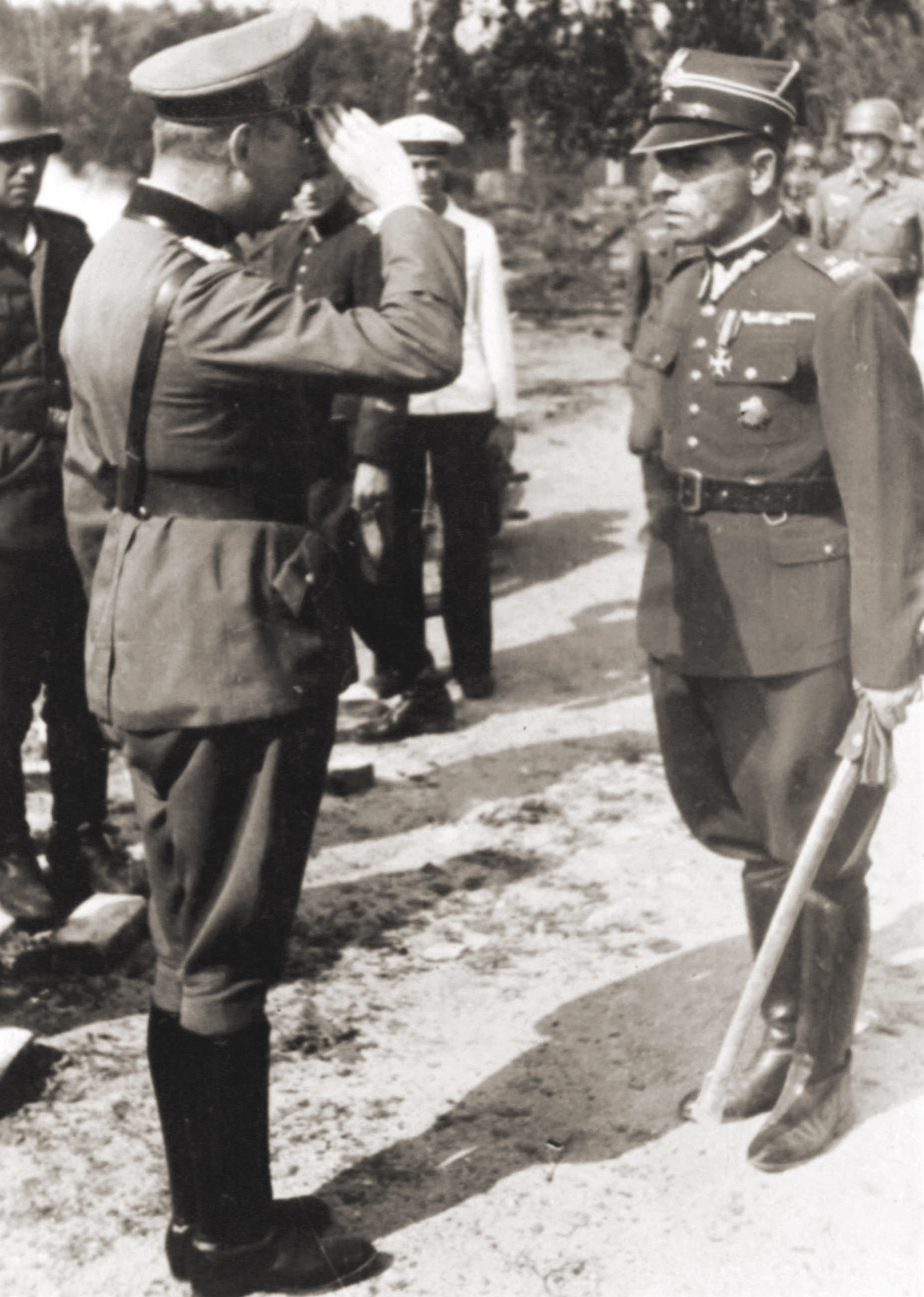
Friedrich Eberhardt et Henryk Sucharski en 1939.

Friedrich-Georg Eberhardt (Strasbourg, 15 janvier 1892 – Wiesbaden, 9 septembre 1965), est un Generalmajor allemand qui a servi au sein de la Heer dans la Wehrmacht pendant la Seconde Guerre mondiale.

## Jeunesse
Né à Straßburg, en Alsace-Lorraine, il est le fils d'un officier du 138e régiment d'infanterie, Albert Heinrich Eberhardt et de Marie Elisabeth Henriette Koch.
Il s'engage dans l'armée allemande le 11 mars 1910 au 6e régiment de dragons.

## Carrière militaire
Eberhardt est muté à l'école de guerre à Metz en 1911. Il participe activement à la Première Guerre mondiale dans le 2e régiment de grenadiers de la Garde et est gravement blessé.
Il reste hospitalisé du 7 septembre au 26 octobre 1915.
En 1916, il transféré au 6e régiment de dragons.
Le 20 décembre 1916, il prend le commandement de la 3e compagnie de mitrailleuses du 2e régiment de grenadiers de la Garde « empereur François ».
Promu Generalmajor le 1er avril 1939, il prend le commandement de la 60e division d'infanterie.
Le 1er février 1941, il est promu Generalleutnant et, le 31 décembre 1941, reçoit la Croix de chevalier de la Croix de fer.
De juillet 1942 à novembre 1943, il commande la 38e division d'infanterie qui est anéantie durant la Bataille du Dniepr.
Le 10 mars 1945, il est nommé juge au tribunal militaire du Reich.

## Après la Seconde Guerre mondiale
Prisonnier de guerre le 8 mai 1945, il est libéré en 1947.
Friedrich-Georg Eberhardt meurt à Wiesbaden (Hesse), le 9 septembre 1965 .

## Décorations
- Croix de fer (1914)
  - 2e classe (1er octobre 1914)
  - 1re classe (26 juillet 1917)
- Insigne des blessés (1914)
  - en Noir (27 juin 1918)
- Croix d'honneur (15 janvier 1935)
- Agrafe de la Croix de fer (1939)
  - 2e classe (16 septembre 1939)
  - 1re classe (16 octobre 1939)
- Médaille du Front de l'Est (14 août 1942)
- Croix de chevalier de la Croix de fer (31 décembre 1941)[3]